# Autoritatea pentru Supravegherea și Protecția Animalelor
Autoritatea pentru Supravegherea și Protecția Animalelor București (ASPA) este o instituție publică care se ocupă de gestionarea câinilor fără stăpân de pe domeniul public și de asigurarea protecției și bunăstării animalelor din Municipiul București. 
Instituția administrează trei centre de adopții în Pallady, Mihăilești și Bragadiru și oferă servicii gratuite de sterilizare la câini și pisici.

## Controverse
Fostul director al ASPA, Mina Drăghici, a demisionat în mai 2024, în urma unui raport care a evidențiat nereguli majore în gestionarea resurselor publice. Raportul menționează prejudicii financiare semnificative, incluzând achiziții nejustificate și cheltuieli fără documente de recepție, totalizând aproape 500.000 de euro.